# Список умерших в 1784 году
В этой статье представлен список известных людей, умерших в 1784 году.
См. также: Категория:Умершие в 1784 году

## Февраль
- 4 февраля — Фридерика Луиза Прусская — немецкая принцесса, дочь короля Пруссии Фридриха Вильгельма I и Софии Доротеи Ганноверской, сестра короля Фридриха Великого.
- 27 февраля — Граф Сен-Жермен — дипломат, путешественник, алхимик и оккультист.

## Март
- 30 марта — Эммануэль де Крой — французский военачальник, маршал Франции

## Август
- 29 августа — Чернышёв, Захар Григорьевич — русский генерал-фельдмаршал, участник Семилетней войны.